# NGC 476
NGC 476 este o galaxie lenticulară situată în constelația Peștii. A fost descoperită în 3 noiembrie 1864 de către Albert Marth.